# Titularerzbistum Selymbria
Selymbria ist ein Titularbistum der römisch-katholischen Kirche, das 1936 zum Titularerzbistum erhoben wurde.
Es geht zurück auf ein untergegangenes Bistum der antiken und byzantinischen Stadt Selymbria, heute Silivri, Hauptstadt des gleichnamigen Landkreises der türkischen Provinz İstanbul im europäischen Teil der Türkei.
| Titularbischöfe/Titularerzbischöfe von Selymbria |                                          |                                                                    |                    |                   |
| Nr.                                              | Name                                     | Amt                                                                | von                | bis               |
| 1                                                | Juan de Witte Hoos (Ubite) OP            |                                                                    | 15. Mai 1514       | 28. April 1517    |
| 2                                                | Antonius Sotomayor OSB                   | Weihbischof in Prag (Tschechien)                                   | 28. Januar 1675    | 1679              |
| 3                                                | Johannes Maximus Stainer von Pleinfelden | Weihbischof in Passau (Deutschland)                                | 7. Dezember 1682   | 15. Oktober 1692  |
| 4                                                | Cayetano Adsor Paredes                   |                                                                    | 1. März 1778       | 25. Februar 1782  |
| 5                                                | Manuel Abad y Lasierra                   | emeritierter Bischof von Astorga (Spanien)                         | 11. April 1792     | 12. Januar 1806   |
| 6                                                | Vartan Estegar CAM                       | Abtprimas der Kongregation der Mechitaristen von Venedig (Italien) | 19. September 1884 |                   |
| 7                                                | Eduard Angerer                           | Weihbischof in Wien (Österreich)                                   | 26. Juni 1890      | 22. August 1898   |
| 8                                                | Salvatore Gaffiero                       | Weihbischof in Malta                                               | 28. November 1898  |                   |
| 9                                                | Jakob Klunder                            | Weihbischof in Kulm (Polen)                                        | 6. Juli 1907       | 20. Oktober 1927  |
| 10                                               | Salvio Huix Miralpéix CO                 | Apostolischer Administrator von Ibiza (Spanien)                    | 16. Februar 1928   | 28. Januar 1935   |
| 11                                               | Johannes Heinrich Gerhard Jansen         | emeritierter Erzbischof von Utrecht (Niederlande)                  | 6. Februar 1936    | 17. Mai 1936      |
| 12                                               | Joseph-Lucien Giray                      | emeritierter Bischof von Cahors (Frankreich)                       | 14. April 1938     | 3. Mai 1939       |
| 13                                               | János Mikes                              | emeritierter Bischof von Szombathely (Ungarn)                      | 5. August 1939     | 1945              |
| 14                                               | Ambrose Rayappan                         | Koadjutorerzbischof von Pondicherry und Cuddalore (Indien)         | 7. August 1953     | 28. November 1955 |
| 15                                               | Miguel Darío Miranda y Gómez             | Koadjutorerzbischof von Mexiko (Mexiko)                            | 20. Dezember 1955  | 28. Juni 1956     |
| 16                                               | William Otterwell Brady                  | Koadjutorerzbischof von Saint Paul (Minnesota, USA)                | 16. Juni 1956      | 11. Oktober 1956  |
| 17                                               | Joaquín Garcia Benitez CIM               | emeritierter Erzbischof von Medellín (Kolumbien)                   | 28. Februar 1957   | 1. September 1958 |
| 18                                               | Aloysius Joseph Muench                   | emeritierter Bischof von Fargo (North Dakota) (USA)                | 9. Dezember 1959   | 14. Dezember 1959 |
| 19                                               | Emile-Joseph Socquet MAfr                | emeritierter Erzbischof von Ouagadougou (Burkina Faso)             | 12. Januar 1960    | 16. Juli 1987     |